# Cathal
Cathal là một tên riêng phổ biến trong tiếng Ireland, tiếng Gael Scotland và tiếng Anh. Tên này bắt nguồn từ hai gốc từ trong ngữ tộc Celt: cath, nghĩa là "trận chiến"; và val, nghĩa là "cai trị". Tên gọi này không có dạng dành cho phụ nữ. Tên gọi có gốc Gael này có một vài dạng Anh hoá, như Cathel, Cahal, Cahill và Kathel. Nó cũng được Anh hoá là Charles, mặc dù tên gọi này có nguồn gốc hoàn toàn khác từ một gốc German, karl, nghĩa là "người tự do".
Như được thể hiện rõ trong danh sách dưới đây, trong thời trung cổ tên gọi này phổ biến nhất ở hai tỉnh phía tây của Ireland, Munster và Connacht.

## Những người có tên gọi này
- Thánh Cathal xứ Taranto (m. 685), tổng giám mục
- Cathal mac Áedo (m. 627), vua của Munster
- Cathal Cú-cen-máthair (m. 665), vua của Munster
- Cathal mac Muiredaig (m. 735), vua của Connacht
- Cathal mac Finguine (m. 742), vua của Munster
- Cathal mac Murchadh (m. 816), vua của Uí Maine
- Cathal mac Conchobair (m. 925), vua của Connacht
- Cathal mac Tadg (m. 973), vua của Connacht
- Cathal mac Donnubáin (sống k. 1014), vua của Uí Chairpre Áebda
- Cathal Crobhdearg Ua Conchobair (m. 1224), vua của Connacht
- Cathal mac Conchobair Ruadh Ua Conchobair (m. 1288), vua của Connacht
- Cathal mac Domhnall Ua Conchobair (m. 1324), vua của Connacht
- Cathal Óg Mac Maghnusa (m. 1498), người biên dịch chính của cuốn Biên niên sử Ulster
- Cathal Buí Mac Giolla Ghunna (m. 1756), nhà thơ
- Cathal Brugha (m. 1922), nhà cách mạng
- Cathal Dunne (s. 1951), ca sĩ, đại diện cho Ireland tại Eurovision Song Contest 1979
- Cathal Ó Searcaigh (s. 1956), nhà thơ
- Cathal Coughlan (ca sĩ)
- Cathal Breslin (s. 1978), nghệ sĩ piano trong hoà nhạc người Bắc Ireland
- Cahal Daly (1917–2009), Tổng giám mục Công giáo La Mã của Armagh và Tổng giám mục toàn Ireland từ 1990 đến 1996
- Cathal Smyth (s. 1959), ca sĩ và người viết bài hát, hay được gọi là Chas Smash trong ban nhạc Anh Madness
- Cathal J. Dodd (s. 1956), ca sĩ và diễn viên lồng tiếng
- Cathal Pendred (s. 1987), võ sư võ thuật tổng hợp đã nghỉ hưu